# Basutodon
Basutodon é um gênero extinto de arcossauro pseudossúquio que viveu durante o final do período Triássico (do final do Carniano ao início do Noriano), onde hoje é o Lesoto.